# Paterson-Inseln
Die Paterson-Inseln sind eine Gruppe kleiner Inseln vor der Mawson-Küste des ostantarktischen Mac-Robertson-Lands. Sie liegen 6 km nordöstlich der Klungholmane.
Norwegische Kartographen kartierten die Inseln anhand von Luftaufnahmen, die bei der Lars-Christensen-Expedition 1936/37 entstanden. Das Antarctic Names Committee of Australia benannte sie nach Alexander J. F. Paterson, Funktechniker auf der Mawson-Station im Jahr 1963.